# Cesny-les-Sources
Cesny-les-Sources ist eine französische Gemeinde mit 1.415 Einwohnern (Stand 1. Januar 2022) im Département Calvados in der Region Normandie. Sie gehört zum Kanton Le Hom und zum Arrondissement Caen.
Sie entstand als Commune nouvelle mit Wirkung vom 1. Januar 2019 durch die Zusammenlegung der bisherigen Gemeinden Cesny-Bois-Halbout, Acqueville, Angoville, Placy und Tournebu, die in der neuen Gemeinde den Status einer Commune déléguée haben. Der Verwaltungssitz befindet sich im Ort Cesny-Bois-Halbout.

## Gliederung
| Ortsteil                               | ehemaliger INSEE-Code | Fläche (km²) | Einwohnerzahl zum 1. Januar 2022 |
| -------------------------------------- | --------------------- | ------------ | -------------------------------- |
| Acqueville                             | 14002                 | 06,65        | 219                              |
| Angoville                              | 14013                 | 03,72        | 024                              |
| Cesny-Bois-Halbout (Verwaltungssitz)00 | 14150                 | 06,66        | 633                              |
| Placy                                  | 14505                 | 05,46        | 168                              |
| Tournebu                               | 14703                 | 11,40        | 371                              |

## Lage
Nachbargemeinden sind Croisilles im Nordwesten, Espins und Fresney-le-Vieux im Norden, Moulines im Nordosten, Fontaine-le-Pin im Osten, Ussy und Saint-Germain-Langot im Südosten, Bonnœil und Martainville im Süden, Meslay und Donnay im Südwesten und Esson im Westen.

## Gemeindepartnerschaften
Cesny-les-Sources unterhält eine Partnerschaft mit dem britischen Dorf Clovelly.